# Sandhøkalvane
Sandhøkalvane är en kulle i Antarktis. Den ligger i Östantarktis. Norge gör anspråk på området. Toppen på Sandhøkalvane är 1 875 meter över havet, eller 176 meter över den omgivande terrängen. Bredden vid basen är 2,0 km.
Terrängen runt Sandhøkalvane är varierad. Trakten är obefolkad. Det finns inga samhällen i närheten. 